# Effet Coolidge
L'effet Coolidge est un phénomène biologique observé chez les animaux. Il se matérialise par le fait que, même après s'être accouplés avec des femelles toujours sexuellement disponibles, des mâles manifestent un intérêt sexuel renouvelé dès qu'une nouvelle femelle leur est présentée,,,. Dans une moindre mesure, cet effet est également observé chez les femelles à l'égard de leurs partenaires.  
L'effet Coolidge peut être attribué à une augmentation de la réactivité sexuelle et à un raccourcissement de la phase réfractaire. Ce phénomène procurerait aux mâles l'avantage évolutif de pouvoir féconder plusieurs femelles successivement : après éjaculation, le mâle peut être revigoré à plusieurs reprises pour réussir à inséminer plusieurs femelles. Cela est attribué à une augmentation du niveau de dopamine, qui agit sur le système limbique. Ce type de système d'accouplement peut être qualifié de polygynie, dans laquelle un mâle a plusieurs partenaires, mais où chaque femelle ne s'accouple qu'avec un ou quelques mâles. Il a été démontré que l'effet Coolidge se produit chez les humains, dans toutes les cultures et chez les deux sexes.

## Protocole expérimental
Un rat mâle est placé dans une grande boîte avec environ 5 femelles en chaleur. Il commence alors à s'accoupler avec toutes les femelles, jusqu'à l'épuisement. Bien que les femelles continuent à se frotter à lui et à le lécher, il ne répond plus.
Toutefois, lorsqu'une nouvelle femelle entre dans la boîte, les sens du mâle se réveillent et il parvient à s'accoupler avec elle.

## Origine de l'expression
L'anecdote voudrait que le président américain Calvin Coolidge et sa femme Mrs. Coolidge fussent en visite d'un élevage de volaille. Pendant la visite, Mme Coolidge demanda à l'agriculteur comment il arrivait à obtenir autant d'œufs fécondés avec aussi peu de coqs. L'agriculteur répondit fièrement que chaque coq accomplissait son devoir des dizaines de fois par jour.
« Expliquez cela à M. Coolidge ! » dit alors la première dame.
Le président demanda à l'agriculteur si chaque coq s'accouplait avec la même poule à chaque fois.
« Non », répondit-il, « chaque coq dispose de nombreuses poules ».
« Expliquez cela à Mme Coolidge ! », répondit le président.
Cette histoire apparaît dans un livre en 1978 (A New Look at Love, par Elaine Hatfield et G. William Walster, p. 75), citant lui-même une source plus ancienne (note en bas de page 19, chapitre 5).